# Hélène Zannier
Pour les articles homonymes, voir Zannier.
Hélène Zannier, née le 19 septembre 1972, est une personnalité politique française. Elle est députée de la septième circonscription de la Moselle de 2017 à 2022.

## Biographie
Hélène Zannier, née Kokes le 19 septembre 1972 à Saint-Avold en Moselle d'un père d'origine polonaise mineur de fond aux Houillères du Bassin Lorrain. Sa mère, d'origine française, est employée à la SAMER, les magasins d'alimentation des Houillères. Elle est mariée et mère de trois enfants.
Hélène Zannier-Kokes effectue ses études secondaires au lycée Jean-Victor-Poncelet à Saint-Avold. Admise à l'Institut d'études politiques de Lyon, elle est titulaire d'un master d’administration publique de l'institut.  
Elle passe les concours de la fonction publique et devient cadre de la fonction publique territoriale. Après avoir servi comme responsable de l'action sociale et politique de la ville dans la commune de Hombourg-Haut, elle devient chef de projet de développement économique, social et urbain à Berhen-Les-Forbach. Elle est ensuite nommée directrice en mairie de Morhange, avant d'être élue députée de la 7e circonscription de Moselle en 2017 sous l'étiquette La République en marche.
Elle est conseillère municipale dans la commune de Faulquemont en Moselle, de 2014 à 2020. Elle est élue députée de la 7e circonscription de Moselle depuis 2017. 